# 물잔디속
물잔디속(---屬, 학명: Pseudoraphis 프세우도라피스[*])은 벼과의 속이다. 아시아와 오세아니아에 분포하며, 소택 등 물기가 많은 곳에서 자란다. 몇 종은 수생 부유 식물이다.

## 하위 종
- 물잔디 P. sordida (Thwaites) S.M.Phillips & S.L.Chen
- P. balansae Henrard
- P. brunoniana (Griff.) Pilg.
- P. minuta (Mez) Pilg.
- P. paradoxa (R.Br.) Pilg.
- P. spinescens (R.Br.) Vickery